# Parintins (kommun)
Parintins är en kommun i Brasilien. Den ligger i delstaten Amazonas, i den centrala delen av landet, 1 800 km nordväst om huvudstaden Brasília. Antalet invånare är cirka 110 000 invånare (2014).
Följande samhällen finns i Parintins:
- Parintins

Trakten runt Parintins består huvudsakligen av våtmarker. Runt Parintins är det glesbefolkat, med 11 invånare per kvadratkilometer.

## Administrativ indelning
Kommunen var år 2010 indelad i två distrikt:
- Mocambo
- Parintins